# آنکیلومیرما
آنکیلومیرما (نام علمی: Ankylomyrma) نام یک سرده از تیره مورچه است.